# La Bête qui criait amour au cœur du monde
Ne doit pas être confondu avec La Bête qui meurt.
La Bête qui criait amour au cœur du monde (titre original : The Beast That Shouted Love at the Heart of the World) est une nouvelle de science-fiction, écrite par Harlan Ellison, pièce maîtresse du recueil du même nom publié en 1968.

## Résumé
Un homme commet plusieurs meurtres de masse et est condamné à mort. Avant son exécution, il crie au monde entier qu'il l'aime. 
Plus tard, on découvre une statue sur une planète lointaine, dont l'expression faciale est semblable à celle du tueur de masse. Dans un autre temps, un dragon violet à sept têtes est capturé par deux scientifiques extraterrestres qui extraient de son corps son essence de folie, rendant le dragon inoffensif. Mais l'un des deux hommes, Semph, jette l'essence dans l'espace, prête à s'emparer de quiconque. L'autre, Linah, le dénonce à ses supérieurs qui le font alors condamner. Linah fait cependant construire une statue en hommage à Semph. 
L'essence de folie arrivant sur Terre, elle cause donc de grands chamboulements, et finalement la Troisième Guerre Mondiale.

## Thème
Elle a marqué les esprits par sa structure narrative « circulaire » : Harlan Ellison explique avoir voulu construire sa nouvelle sur le modèle d'une roue, dont chaque partie du texte constituerait un rayon. Ainsi un événement du début de la nouvelle ne prend tout son sens qu'à la fin.

## Distinction
La nouvelle obtient le prix Hugo de la meilleure nouvelle courte en 1969.